# Armierungssoldat

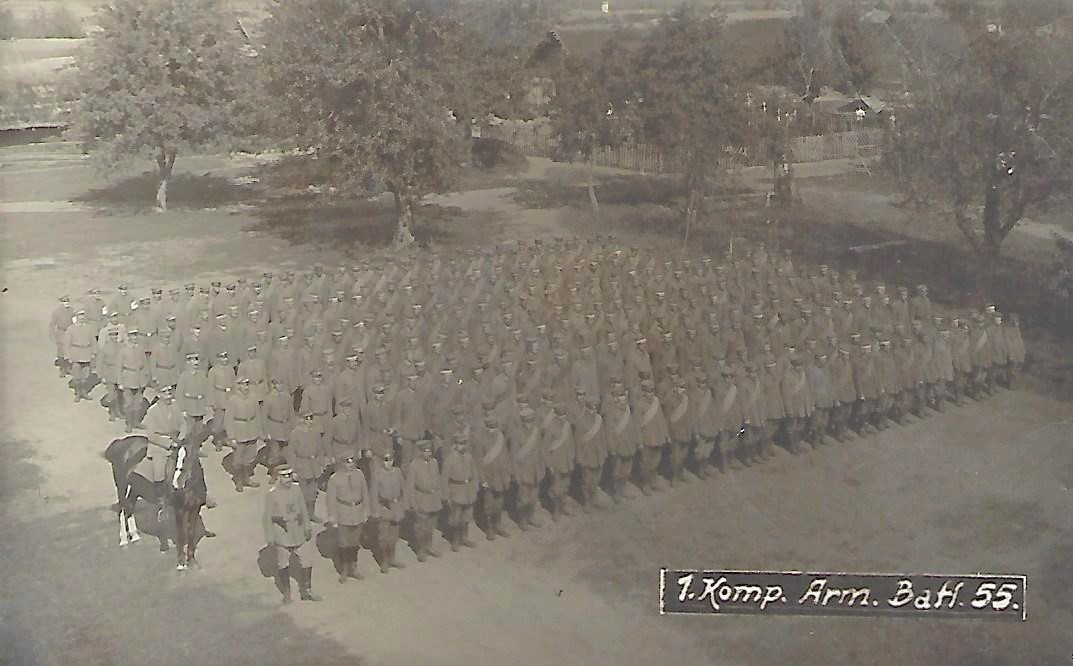
Armierungs-Bataillon 55, 1. Kompanie (1916)

Als Armierungssoldaten (ugs. Schipper von Schippe, Schaufel) wurden im Ersten Weltkrieg Soldaten des Deutschen Heeres bezeichnet, die nicht an der Waffe dienten, sondern bei Bau, Instandhaltung und Betrieb der Befestigungen an der Kriegsfront und im rückwärtigen Raum eingesetzt waren. 
Ihrer steigenden Bedeutung trug das Kriegsministerium im Frühjahr 1915 dadurch Rechnung, dass sie in einheitlichen militärischen Armierungs-Bataillonen zusammengefasst wurden. Sie zählten anders als die Arbeitssoldaten zu den regulären Armeetruppen und wurden von Fall zu Fall der Etappe und der Front bis zu den Regimentern der vordersten Linie zur Verfügung gestellt. Ab Herbst 1915 trugen sie feldgraue Uniform.
Der Begriff ist im heutigen Sprachgebrauch nicht mehr üblich, findet sich aber in etlichen Biographien bekannter Persönlichkeiten, die im Ersten Weltkrieg als Armierungssoldaten eingesetzt waren, unter ihnen Kurt Tucholsky, Carl von Ossietzky, Karl Liebknecht, Rudolf Breitscheid  und Arnold Zweig. 
Die Aufgaben der Armierungssoldaten sind heute ein Teil des Fähigkeitenspektrums der Pioniertruppe. 